# Richmond WCT 1977
Il Richmond WCT 1977 è stato un torneo di tennis giocato sul sintetico indoor. È stata la 10ª edizione del torneo che fa parte del World Championship Tennis 1977. Si è giocato a Richmond negli Stati Uniti dal 31 gennaio al 6 febbraio 1977.

## Campioni

### Singolare maschile
Tom Okker ha battuto in finale  Vitas Gerulaitis con il punteggio di 3–6, 6–3, 6–4

### Doppio maschile
Wojciech Fibak /  Tom Okker hanno battuto in finale  Ross Case /  Tony Roche con il punteggio di 6–4, 6–4